# پارک ملی و منطقه حفاظت‌شده ساریگل
پارک ملی و منطقه حفاظت‌شده ساریگل در شمال شرقی اسفراین استان خراسان شمالی قرار دارد و زیستگاه بزرگ‌ترین گربه‌سان ایران، یعنی پلنگ ایرانی است. منطقه ساریگل به دو منطقه پارک ملی ساریگل با وسعت ۷٬۰۳۷ هکتار و منطقه حفاظت‌شده ساریگل با وسعت ۲۱٬۳۰۹ هکتار تقسیم شده است. ساری‌گل منطقه‌ای است با زیستگاه‌های متنوع کوهستانی مرتفع و سرد، تپه ماهورهای معتدل و سطح کم جلگه‌ای که در مقایسه با نواحی کوهستانی منطقه از اقلیمی نسبتاً گرمتر برخوردار می‌باشد هرچند نواحی شمالی دارای زمستان‌های سردی می‌باشد که شش ماه از سال پوشیده از برف است.
منطقه حفاظت‌شده ساری‌گل حدود ۲۲۰۰۰ هکتار و پارک ملی آن حدود ۷۰۳۷ هکتار می‌باشد. بخشی از منطقه حفاظت‌شده ساری گل که خود از سال ۱۳۵۲ تحت حفاظت بوده در سال ۱۳۸۱ از آن تفکیک و به پارک ملی ارتقا یافته است.
تنها سکونتگاه موجود در منطقه، روستای گنجدان با حدود ۳۰ خانوار جمعیت می‌باشد که در شمال منطقه قرار دارد و همچنین علاوه بر روستای فوق مزرعه‌ای به نام ریشی در غرب منطقه و در دره‌ای با همین نام موجود است که در فصل کشاورزی به صورت موقت توسط یک یا دو خانوار مورد سکونت قرار می‌گیرد.

## موقعیت جغرافیایی
منطقه ساری گل با موقعیت ۷۶/۵۷ تا ۴۷/۵۷ طول شرقی و ۵۵/۳۶ تا ۰۸/۳۷ عرض شمالی قرار دارد. حداقل فاصله آن با نزدیکترین شهر یعنی اسفراین حدود ۸ کیلومتر و حداکثر آن حدود ۳۵ کیلومتر می‌باشد. بجنورد با ۹۰ کیلومتر و سبزوار با ۱۰۵ کیلومتر در فاصله‌های بعدی از این منطقه قرار گرفته‌اند.

## تاریخچه
منطقه ساریگل در تاریخ ۲۰ شهریور ماه سال ۱۳۵۳ (تصویب ۱۳۵۲) با عنوان منطقه حفاظت شده شاه جهان رسماً تحت حفاظت سازمان حفاظت محیط زیست قرار گرفت. پس از انقلاب به ساریگل تغییر نام پیدا داد و از آذر ماه سال ۱۳۸۱ به دو منطقه با عناوین پارک ملی ساریگل و منطقه حفاظت شده ساریگل تقسیم شد. (محدوده امن منطقه حفاظت شده ساریگل به پارک ملی ارتقاء داده شد)

## محیط طبیعی
ارتفاعات کوهستانی سرد منطقه این ناحیه شامل ارتفاعات، آلبلاغ و ترکان از رویشگاه‌های عمده گیاه دارویی و صنعتی (باریحه)، تالاری چشمه پولاد. گنجدان، حوض امام وردی، قره طوقی، بیل باقلی، کلنگاه و لوشی بینی که در بعضی از نواحی پوشیده از جنگل‌های ارس و زرشک و به‌طور پراکنده بید وحشی و هم‌چنین از زیستگاه‌های مهم قوچ و میش و پلنگ و در گذشته‌ای نه چندان دور کل و بز بوده‌استتپه‌های ماهور کم ارتفاع.
این ناحیه بیشترین سطح مراتع ساریگل را تشکیل می‌دهد و از بهترین مناطق زیستگاه قوچ و میش اوریال و پلنگ است منطقه دشتی.
این ناحیه شامل دامنه ایزی و ریشی است و سطح کمی از منطقه را شامل می‌شود (حدود ۲۰۰۰ هکتار)
اختلاف ارتفاع بین پست‌ترین نقطه منطقه در دشت جنوبی(۱۲۵۰متر) و مرتفع‌ترین نقطه در کوهستان‌های جنوب (۳۰۵۰ متر) به حدود ۱۸۰۰ متر بالغ می‌گردد و این اختلاف ارتفاع اکوسیستم‌های متنوعی را در این منطقه ایجاد نموده که به تبع آن بر تنوع زیستی منطقه افزوده شده به‌طوری‌که بسیاری از گونه‌های گیاهی مناطق گرم و سرد را در این منطقه می‌توان مشاهده نمود.
در کف دره‌ها گونه‌های درختی و درختچه‌ای زرشک، بید انجیر و گردو و در مناطق مرتفع گونه‌های ارس به صورت پراکنده و انبوه به وفور دیده می‌شود

### پوشش گیاهی
بخش زیادی از منطقه حفاظت شده ساری‌گل از رویشگاه‌های جنگلی مرتفع است که در زیر اشکوب آن مراتع کوهستانی و ییلاقی قرار دارد. پوشش گیاهی منطقه را گیاهان یکساله پهن برگ گرامینه‌ها و گیاهان چند ساله و بوته‌ای و بالشتی تشکیل می‌دهد. در این منطه داروهای گیاهی از جمله گل قاصد، بو مادران، پنیرک، چوبک و … نیز یافت می‌شود.
منطقه ساریگل با بیش از ۲۰۰ گونه گیاهی از تنوع نسبتاً مطلوبی برخوردار می‌باشد. قسمت عمده گیاهان منطقه را گونه‌های گلدار تشکیل می‌دهد و از بازدانگان گونه شاخص در این منطقه ارس می‌باشد که به صورت تنک تا پراکنده از ارتفاع حدود ۱۶۰۰ متر به بالا در سر تاسر منطقه مشاهده می‌شود
این منطقه از نظر جغرافیای گیاهی در منطقه رویشی ایران تورانی واقع گردیده است. زیستگاه‌های تحت حفاظت منطقه ایران - تورانی علاوه بر جنس‌ها و گونه‌های آندمیک زیاد در مناطق کوهستانی خود، شمار زیادی از گونه‌های حمایت شده و در خطر تهدید مانند آهو، جبیر، هوبره، درنا، دراج، جیرفتی، و انواع پرندگان شکاری با ارزش را تحت پوشش قرار می‌دهد باریجه مهم‌ترین گیاه با ارزش منطقه ساریگل می‌باشد گیاه غالب منطقه درمنه می‌باشد که به صورت درمنه دشتی در قسمت جنوبی و درمنه کوهی در کوهستان‌های منطقه دیده می‌شود. پس از درمنه گونه غالب کلاه میرحسن و گون می‌باشد که این دو گونه گیاهی عمدتاً در کوهستان‌های شمالی منطقه دیده می‌شوند.

### خزندگان
دوزیستان ایران در ۶ خانواده، ۹ جنس و ۲۶ گونه و خزندگان ایران را ۲۱ خانواده، ۸۳ جنس و ۲۴۲ گونه تشکیل می‌دهد. در پژوهشی که توسط محمد تقدیسی از بهار ۱۳۸۸ تا پاییز ۱۳۹۰ در پارک ملی ساریگل انجام شده است مجموعاً تعداد ۱۵۲۸ نمونه مارمولک، ۲۵۸ نمونه مار، ۱۳ نمونه لاک‌پشت و ۱۷۴ نمونه دوزیست جمع‌آوری و پس از بررسی مریستیک و متریک در زیستگاهشان رهاسازی شدند و در نتیجه منجر شد به شناسایی ۲۴ گونه از ۲۲ جنس و ۱۳ خانواده خزنده و دوزیست.

### پرندگان
منطقهٔ ساریگل به علت دارا بودن شرایط کوهستانی مرتفع و وفور منابع آبی و تنوع گیاهی یکی از زیستگاه‌های با اهمیت پرندگان خراسان محسوب می‌شود بطوری‌که از ۵۰۲ گونه پرنده شناخته شده در کشور ۷ گونه یعنی ۳/۱۵٪ پرندگان شناخته شده کشور در این منطقه مشاهده می‌شوند که از این تعداد ۶/۳۷٪ آن مهاجر و ۹٪ آن مهاجر عبوری می‌باشند. از پرندگان شکاری منطقه پیغوی کوچک، سنقر سفید و خاکستری، عقاب پرپا، کرکس، بحری، بالابان، لیل و تعدادی گونه دیگر بومی منطقه هستند.
خانواده‌های باز، عقاب، لاشخور، شاهین و جغد به ترتیب عبارتند از: پیغوی کوچک و سنقر سفید، عقاب دو برادر و عقاب طلایی، هما و کرکس، لیل و دلیجه، شاه بوف و مرغ حق جنوبی و … می‌باشند. از کوکرها که پرندگانی شبیه کبوتر با جثه بزرگ و دارای پرواز سریع و مستقیم و دم دراز و نوک پهن هستند و اغلب در بیابان‌ها و زمین‌های بایر زندگی می‌کنند دو گونه، از کبوترها سه گونه، چاخلق یک گونه و از خانواده قرقاول دو گونه شامل کبک و تیهو در این منطقه ساکن هستند. از خانواده‌های قرقاول، چاخلق، کوکر، کبوتر عبارتند از: کبک، چاخلق، کوکر شکم سیاه، قمری معمولی و… می‌باشند. از زنبورخورها که پرندگانی اجتماعی و رنگارنگ با بال‌های دراز و نوک تیز، دم بلند و منقاری نسبتاً خمیده و دراز و باریک هستند یک گونه، از بادخورکها که ظاهری شبیه پرستوها دارند دو گونه و از سبز قبادها و هدهد و شبگردها یک گونه در این منطقه مشاهده می‌شوند. در این منطقه از دم‌جنبانکها که پرندگانی ریز جثه با دم دراز و پرواز قوی هستند و مرتباً دم خود را در جهت بالا و پایین حرکت می‌دهند دو گونه، از چکاوک‌ها که پرندگانی خوش آواز هستند سه گونه و از پرستوها که پرندگانی پرتحرک می‌باشند ۵ گونه مشاهده می‌شود.

### پستانداران
از مجموع پستانداران شناسایی شده در کشور دو گونه خارپشت ایرانی و گوش بلند از راسته حشره خواران، سه گونه خفاش شامل خفاش نعل اسبی کوهستانی، خفاش گوش موشی کوچک و خفاش بال سفید، ۱۱ گونه جونده از راسته جوندگان، ۱۰ گوشتخوار شامل پلنگ، گرگ، شغال، روباه، کفتار، سمور، رودک، زرد پره، گربه وحشی، گربه پالاس و ۵ گونه از زوج سمان در این منطقه زندگی می‌کنند.